# لشنیتسا (استان اشوی‌داشکسیه)
لشنیتسا (به لهستانی: Leśnica) یک منطقهٔ مسکونی در لهستان است که در گمینا ماووگوشچ واقع شده‌است.